# Alsószenterzsébet
Alsószenterzsébet (hongrois : Alsószenterzsébet [ˈɒlʃoːsɛntɛrʒeːbɛt]) est une localité hongroise située dans le comitat de Zala.

## Nom et attributs

### Toponymie
La première mention écrite d'Alsószenterzsébet, sous le nom de possessio Schentelsebet, date de 1334. Au fil du temps, son nom a évolué pour devenir Belső-Szent-Eőrsébeth au XVIIIe siècle, reflétant l'influence de son ancienne église, dédiée à sainte Élisabeth.

## Site et localisation

### Topographie et hydrographie
Ce petit village isolé du Göcsej est situé à proximité de la frontière hongro-slovène, au bord de la rivière Kerka. Il se trouve à 2 kilomètres de la route 7416, reliant Csesztreg à Bajánsenye, et est accessible par la route 74 133. L'accès en véhicule motorisé est possible uniquement depuis cette direction ou en venant de Felsőszenterzsébet, situé à l'extrémité de la route.

## Histoire
En 1334, la localité appartenait, avec Csesztreg et Hétkutas (aujourd'hui Kerkakutas), à Miklós, fils d'István, en tant que possession héréditaire et féodale. Plus tard, comme de nombreuses localités environnantes, elle passa sous le contrôle de la famille Bánffy, qui la conserva pendant plusieurs siècles. En 1524, le domaine de János Bánffy comptait 13 serfs et 4 journaliers. À l'époque de la Réforme, la population embrassa majoritairement la confession protestante, à l'instar des autres villages sous le contrôle des Bánffy.
En 1644, après l'extinction de la branche féminine des Bánffy d'Alsólendva, Ferenc Nádasdy devint propriétaire d'Alsószenterzsébet. Toutefois, à la suite de son implication dans la conspiration de Wesselényi, ses biens furent confisqués par la couronne et intégrés au domaine royal. En 1690, après une compensation financière, le domaine passa aux mains de la famille Esterházy, qui conserva la localité jusqu'en 1945.
Bien que la population ait fluctué au fil des siècles, Alsószenterzsébet resta un village habité tout au long des XVIe et XVIIe siècles. Il était parfois recensé avec Márokföld. Pendant la période ottomane, la baisse de population fut compensée par des programmes de repeuplement initiés par les princes de la région. Aux XVIIIe et XIXe siècles, la population était majoritairement hongroise et réformée. Le village ne disposait ni d'une école ni d'une église. En 1715, 10 familles y résidaient, et vers 1750, on y recensait trois cordonniers, quatre forgerons et deux tailleurs. Quelques années plus tard, le nombre d'artisans augmenta, avec cinq cordonniers, six forgerons, sept meuniers et deux aubergistes. En 1801, un moulin paysan à deux meules fonctionnait sur la Kerka. En 1828, le village comptait 22 maisons et 192 habitants.
Après la Première Guerre mondiale, Alsószenterzsébet se retrouva en zone frontalière entre la Hongrie et la Yougoslavie, ce qui entraîna une perte de ses débouchés commerciaux traditionnels et accéléra son dépeuplement, un phénomène encore plus marqué après la Seconde Guerre mondiale.
Administrativement, le village fut rattaché jusqu'en 1871 au district de Lövő, puis à celui d'Alsólendva, avant d'être intégré au district de Lenti en 1941. Jusqu'en 1950, il dépendait de la sous-préfecture de Csesztreg, puis devint une commune associée avec un conseil commun. Aujourd'hui, c'est à Csesztreg, située à 6 km, que sont gérées les affaires municipales du village.
Alsószenterzsébet fut électrifiée en 1951, raccordée au téléphone en 1953, et desservie par une ligne de bus en 1954. Une école fut construite en 1959, mais depuis 1962, elle ne fonctionne plus que pour les classes élémentaires.
Avec le temps, la population du village a fortement diminué et s'est considérablement vieillie.

## Population

### Minorités culturelles et religieuses
Lors du recensement de 2011, l'ensemble de la population d'Alsószenterzsébet s'identifiait comme hongroise. En matière de religion, 75 % des habitants se déclaraient réformés, tandis que 14,2 % étaient catholiques romains.
En 2022, la proportion d'habitants s'identifiant comme hongrois a légèrement diminué à 93,3 %, tandis que 2,2 % se déclaraient romains. 6,7 % des habitants n'ont pas souhaité répondre à cette question.
Sur le plan religieux, la part des réformés a légèrement baissé à 71,1 %, tandis que la proportion de catholiques romains a augmenté à 20 %. 8,9 % des habitants n'ont pas indiqué d'appartenance religieuse.

## Équipements

### Réseaux extra-urbains
Le village est desservi par cinq liaisons quotidiennes en bus reliant la localité à Lenti.
Les localités voisines incluent Felsőszenterzsébet (2 km), Kerkakutas (4 km), Kerkafalva (4 km) et Csesztreg (6 km).

## Économie
Dès ses débuts, la population d'Alsószenterzsébet a principalement vécu de l'agriculture. Du XIVe au XVIIe siècle, les terres étaient cultivées selon un système à deux soles, avec une prédominance de seigle et de blé, qui étaient vendus à Graz, Sopron et Radkersburg en Styrie. Le sarrasin, le millet, l'avoine, le chanvre et le lin étaient cultivés pour la consommation locale.
Aujourd'hui, plusieurs familles pratiquent encore la culture des plantes et l'élevage, mais à une échelle bien moindre qu'auparavant. La production la plus notable est un verger de pommiers de 12 hectares, créé avec le soutien du gouvernement néerlandais et la participation de la Fondation de développement des entreprises du comitat de Zala.

## Patrimoine urbain
Dans les rues sinueuses du village, on trouve de nombreuses maisons traditionnelles à cour fermée sur trois côtés, caractéristiques de la région. Les plus anciennes étaient à l'origine en bois, avec des murs en madriers imbriqués (boronafal), des toits de chaume et des cuisines à fumée ouverte (füstkonyha). Au fil du temps, ces habitations ont été transformées et équipées de cheminées.
Le musée ethnographique du Göcsej, situé à Zalaegerszeg, conserve plusieurs objets d'une grande valeur ethnographique provenant du village. Parmi eux figurent une ancienne porte de grange tressée en osier et une malle peinte aux motifs de tulipes, datant de 1790.
Le clocher en bois du centre du village, construit en 1923, est un autre élément emblématique du patrimoine local.